# Weissia ligulaefolia
Weissia ligulaefolia är en bladmossart som beskrevs av Abel Joel Grout 1938. Weissia ligulaefolia ingår i släktet krusmossor, och familjen Pottiaceae. Inga underarter finns listade i Catalogue of Life.